# Koalíciós háborúk
A koalicíós háborúknak nevezik a francia forradalom és a napóleoni háborúk idején (1792–1815) Franciaország és az ellene harcoló államok háborúit.

## Első koalíciós háború (1792-1797)
Az első koalíció 1792-ben jött létre a Habsburg Birodalom, Spanyolország, az Egyesült Királyság, a Szárd Királyság és a Nápolyi Királyság részvételével. A koalíció fő szervezője Nagy-Britannia volt, melyhez sorra csatlakoztak a feudális-abszolutista monarchiák. A forradalomellenesség kibékítette a rivális Poroszországot és Ausztriát. 1791. augusztus 27-én a porosz II. Frigyes Vilmos és Habsburg II. Lipót a közösen kiadott pillnitzi nyilatkozatban intervencióval fenyegette meg a franciákat, ha a királynak baja esne. A francia király és az udvar háborút akart, hogy a vereség hatására restaurálhassák hatalmukat. A girondista kormány szintén a háború mellett foglalt állást, és 1792. április 20-án Franciaország hadat üzent a Habsburg Birodalomnak, és kezdetét vette az első koalíciós háború, amely az 1797-es Campo Formió-i békéig tartott.

## Második koalíciós háború (1799-1802)
A második koalíció 1799-ben alakult az Egyesült Királyság, az Orosz Birodalom, a Habsburg Birodalom, Nápoly és az Oszmán Birodalom részvételével és az 1801-es lunéville-i békéig, illetve az 1802-es amiens-i békéig állt fenn.

## Harmadik koalíciós háború (1805)
A harmadik koalíció az Egyesült Királyság, az Orosz Birodalom, a Habsburg Birodalom és Poroszország részvételével jött létre 1805-ben és a pozsonyi béke megkötéséig létezett.

## Negyedik koalíciós háború (1806-1807)
A negyedik koalíció 1806-ban alakult az Egyesült Királyság, Oroszország, Poroszország, Svédország, Szászország és a Szicíliai Királyság részvételével, és az 1807-es tilsiti békéig állt fenn.

## Ötödik koalíciós háború (1809)
Az ötödik koalíció 1809-ben állt fenn az Egyesült Királyság, a Habsburg Birodalom, a Szárd Királyság, a Szicíliai Királyság részvételével a schönbrunni békéig.

## Hatodik koalíciós háború (1812-1814)
A hatodik koalíció 1812-ben jött létre I. Napóleon oroszországi kudarca után. Az Egyesült Királyság és Oroszország hozta létre, és 1813-ban jelentősen kibővült az addig semleges vagy Napóleonnal szövetségben állt országokkal (Habsburg Birodalom, Svédország, Poroszország, Spanyolország, Portugália, Szárd Királyság, Szicíliai Királyság, Bajor Királyság stb.) és az 1814-es párizsi békeszerződésig állt fenn.

## Hetedik koalíciós háború (1815)
A hetedik koalíció Napóleon száz napos uralmának idején az Egyesült Királyság, Poroszország, a Habsburg Birodalom és Oroszország hozta létre, és az 1815-ös párizsi béke megkötéséig tartott.